# Michael Cuscuna
Michael Cuscuna, né le 20 septembre 1948 à Stamford (Connecticut) et mort le 20 avril 2024, est un producteur américain de jazz. Il est le cofondateur du label Mosaic Records, et responsable des rééditions et consultant pour le label Blue Note Records.

## Biographie
Jeune, Michael Cuscuna joue de la batterie, du saxophone et de la flûte, puis devient journaliste spécialisé en musique pour la radio et la presse écrite (Jazz & Pop Magazine et DownBeat). Il devient producteur chez Atlantic Records dans les années 1970, enregistrant Dave Brubeck et Art Ensemble of Chicago. Il travaille également pour Motown, ABC rééditant les albums de Impulse!, Arista, Muse Records, Freedom Records, Elektra Records and Novus Records (en). De 1975 à 1981, il parcourt les archives de Blue Note Records et retrouve beaucoup de sessions d'enregistrements qui sont désormais primées.
Avec Charlie Lourie, il fonde Mosaic Records en 1983, spécialisé dans l'édition de coffrets de jazz, avec plus de 200 références. Ceci concerne des artistes très connus comme Thelonious Monk, Miles Davis et Nat King Cole, et des artistes moins connus comme Tina Brooks and Ike Quebec. Michael Cuscuna a remporté trois Grammy Awards pour ses enregistrements. Depuis 1984, il est consultant spécial, producteur et responsable des rééditions pour Blue Note Records.

## Récompenses
- 1992 : Grammy Award du meilleur album historique pour Nat King Cole, The Complete Capitol Trio Recordings
- 1998 : Grammy Award des meilleures notes d'album pour Miles Davis, Miles Davis Quintet, 1965-68: The Complete Columbia Studio Recordings
- 2001 : Grammy Award for Best Historical Album pour Billie Holiday, Lady Day: The Complete Billie Holiday on Columbia (1933-1944)
- 2012 : prix Bruce Lundvall du festival international de Jazz de Montréal